# Lebiddea, Koriukivka
Lebiddea (în ucraineană Лебіддя) este un sat în orașul raional Koriukivka din regiunea Cernihiv, Ucraina.

## Demografie
Componența lingvistică a localității Lebiddea
     Ucraineană (100%)
Conform recensământului din 2001, toată populația localității Lebiddea era vorbitoare de ucraineană (100%).